# 霍西尔巷

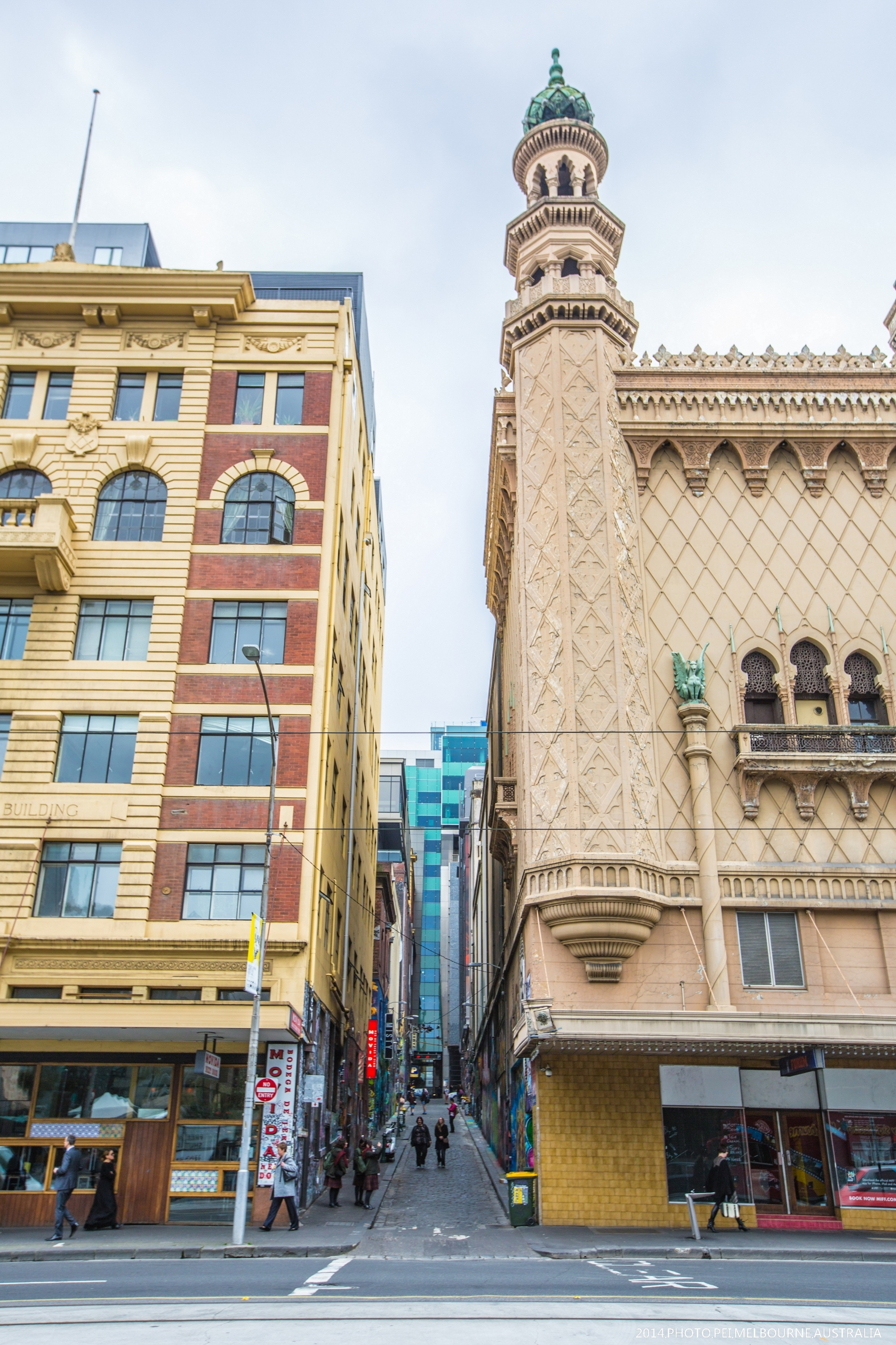

霍西尔巷（Hosier Lane）是澳大利亚维多利亚州墨尔本的一条巷道，位于中央商务区南部边缘，位于弗林德斯街和弗林德斯巷（Flinders Lane）之间，联邦广场入口对面。自20世纪90年代末以来，霍西尔巷因街头艺术而成为一个受欢迎的旅游景点。

## 历史
1998年，由城市之光倡议，霍西尔巷成为街头艺术画廊。 
霍西尔巷的艺术以质量和政治性而闻名。 这在国家赞助的书《墨尔本设计指南》和旅游维多利亚的“在墨尔本迷失自我”广告活动中都有所体现。 这些涂鸦覆盖的墙壁和艺术装置，已经成为时尚摄影和婚礼摄影的流行背景。2013年，街头艺术家阿德里安·道尔（Adrian Doyle）在墨尔本市议会的同意下，将毗邻的整条拉特利奇巷（Rutledge Lane）涂成了一种颜色，创作了一幅他称之为“空幻婴儿之蓝”的作品（Empty Nursery Blue）。

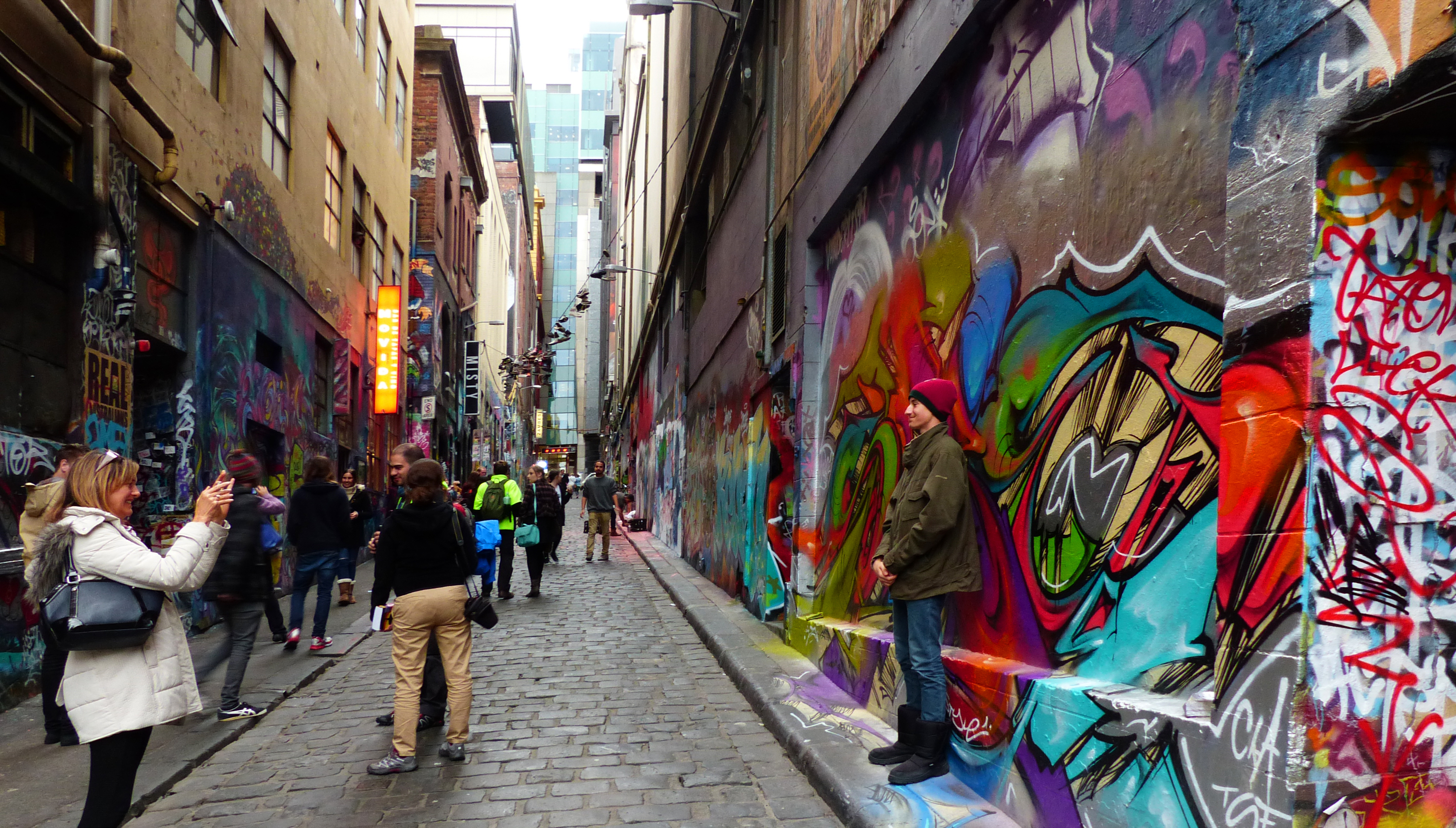

2013年11月，墨尔本最大的城市艺术粉刷活动以“都是你的墙”（All Your Walls）的形式进行，由因弗特、阳光之地和其他城市组织，并与维多利亚州梅尔伯恩诺国家美术馆合作举办。一些该市最优秀的涂鸦团队和街头艺术家参与了对霍西尔巷和拉特利奇巷的重大改造，以庆祝街头艺术和涂鸦在这座城市的文化生活中继续发挥着重要作用。2013年11月，在两次大规模的绘画会议期间，霍西尔巷和拉特利奇巷首先被完全涂黑，然后由100多名当地涂鸦和街头艺术家，从上到下彻底改造。所有这些都以霍西尔巷的现场涂鸦活动为高潮，向墨尔本涂鸦和街头艺术致敬。
2020年初，六名蒙面人对这条小巷进行了“颜色轰炸”，在这一过程中抹去了许多艺术品。这被墨尔本市长视为故意破坏行为，受到警方调查。而许多街头艺术家认为他们没有做错什么，只是增加了该处地点的自由性质。（free for all）

## 其他

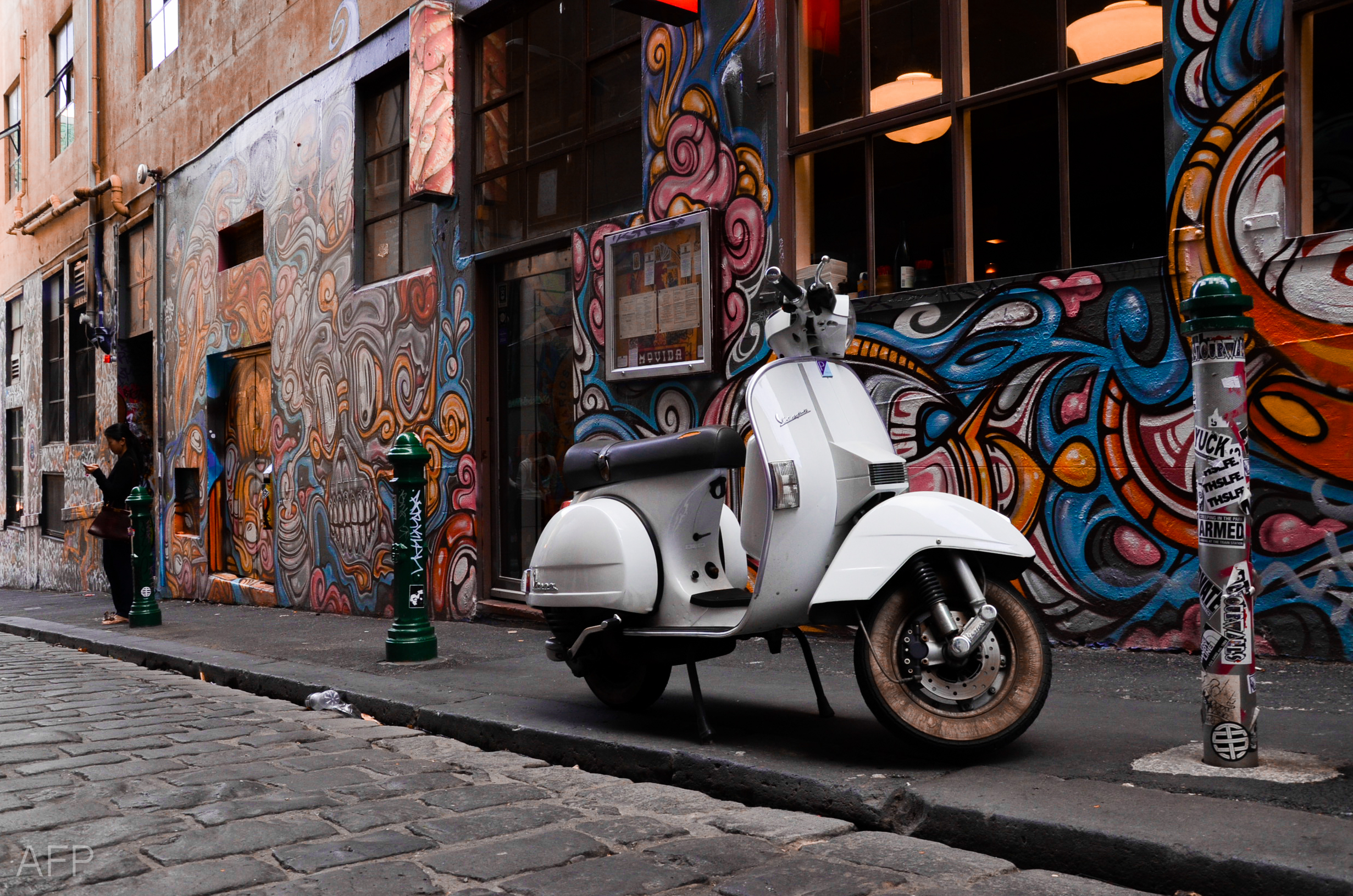

霍西尔巷还以高档鸡尾酒吧闻名，其中包括广受欢迎的米西（Misty）和莫维达（MoVida）。在我要做廚神 (澳洲版)第二季中，莫维达的厨师长弗兰克·卡莫拉教授露天烹饪课程，霍西尔巷成为墨尔本的一个主要景点。

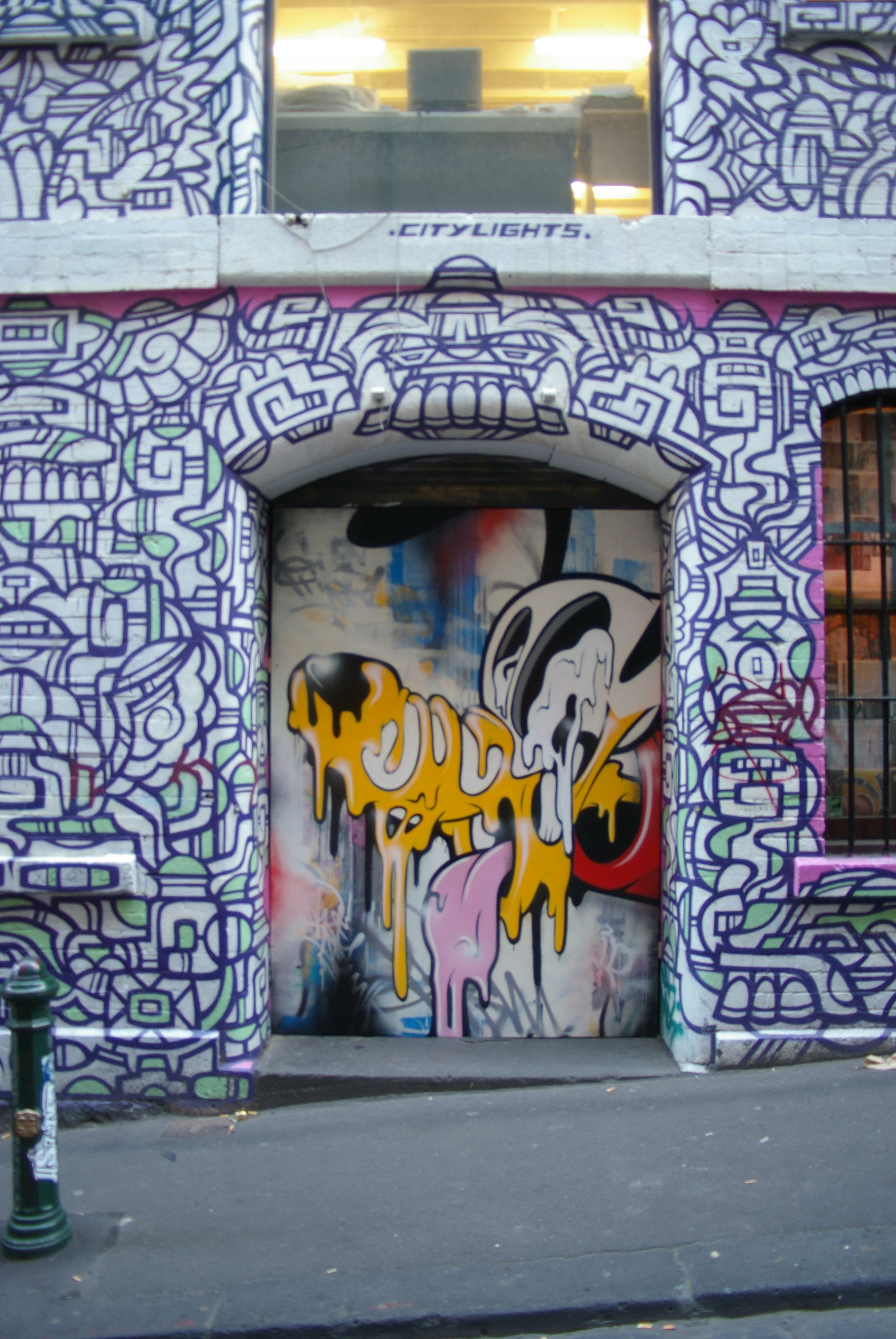
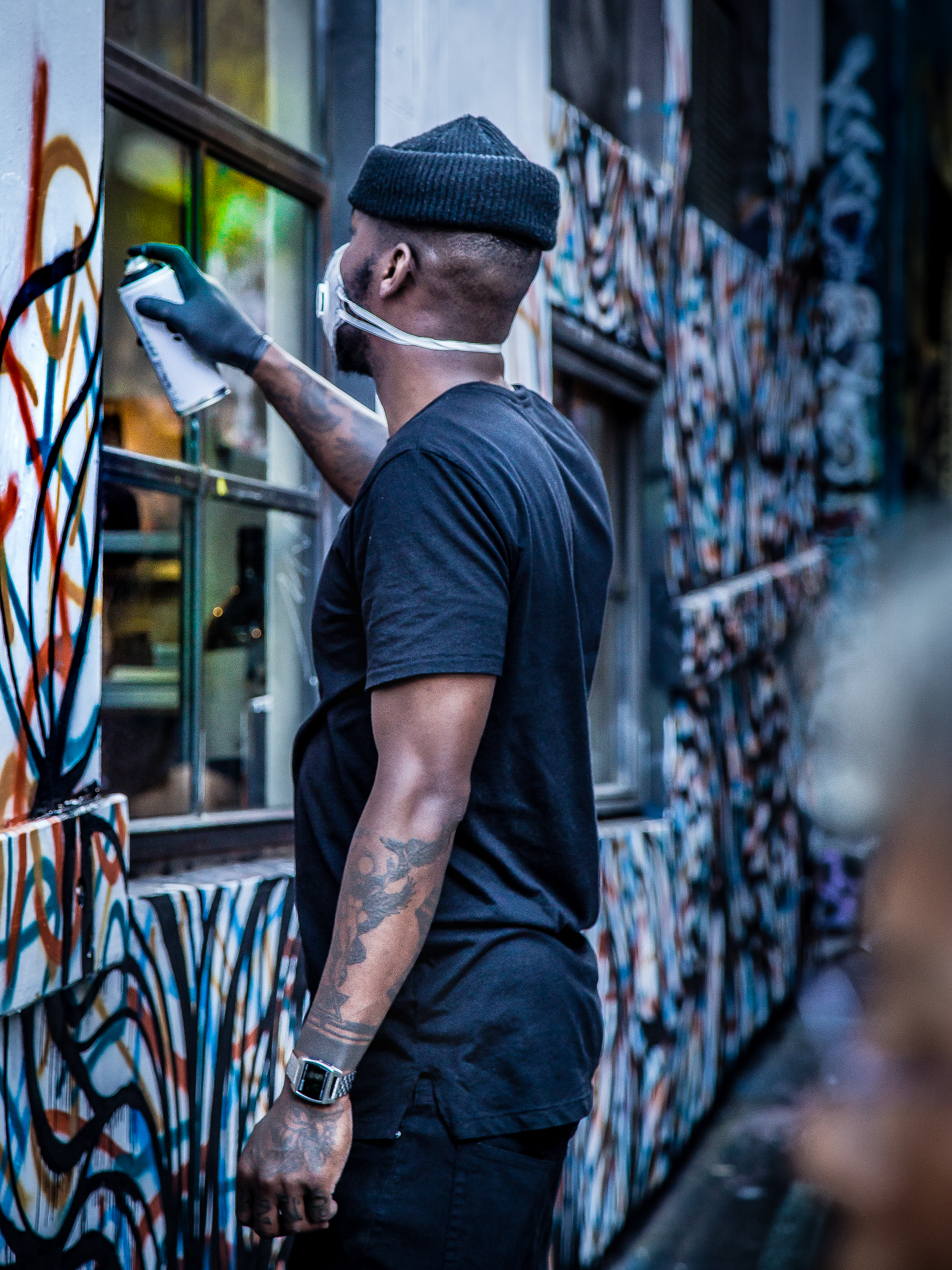